# Outside (chanson de Calvin Harris)
Pour les articles homonymes, voir Outside (homonymie).
Singles de Calvin Harris
Blame
(2014) Burnin'
(2014)
Outside est une chanson du disc jockey britannique Calvin Harris, sortie le 27 octobre 2014, en featuring avec la chanteuse Ellie Goulding.
Une version remixée par Hardwell sortira début 2015 et atteindra la 1re place du top 100 sur Beatport. Le remix du disc jockey Oliver Heldens connaîtra également un franc succès, tout comme la version originale du titre.

## Liste des pistes
| 1. | Outside | 3:49 |

| 1. | Outside (Hardwell Remix)       | 4:56 |
| 2. | Outside (Oliver Heldens Remix) | 4:55 |

## Classement hebdomadaire
| Classement                              | Meilleure position |
| --------------------------------------- | ------------------ |
| Allemagne (Media Control AG)            | 1                  |
| Australie (ARIA)                        | 7                  |
| Autriche (Ö3 Austria Top 40)            | 3                  |
| Belgique (Flandre Ultratop 50 Singles)  | 8                  |
| Belgique (Wallonie Ultratop 50 Singles) | 8                  |
| Danemark (Tracklisten)                  | 5                  |
| Espagne (PROMUSICAE)                    | 10                 |
| États-Unis (Hot 100)                    | 29                 |
| Finlande (Suomen virallinen lista)      | 1                  |
| France (SNEP)                           | 19                 |
| Italie (FIMI)                           | 14                 |
| Norvège (VG-lista)                      | 3                  |
| Nouvelle-Zélande (RMNZ)                 | 7                  |
| Pays-Bas (Nederlandse Top 40)           | 8                  |
| Royaume-Uni (UK Singles Chart)          | 6                  |
| Suède (Sverigetopplistan)               | 3                  |
| Suisse (Schweizer Hitparade)            | 5                  |